# Камское (Воткинский район)
Камское — село в Воткинском районе Удмуртской Республики Российской Федерации.

## Топоним
Известна с XIX века как деревня Неумоина, в начале XX вв. Неумоино. Рядом с селом на землях, ныне затопленных водохранилищем, в 1864—1883 гг. находилс Камский броневой завод Камско-Воткинского горного округа Уральского горного правления.
Статус село деревня получила после возведения в 1915 году Казанско-Богородицкой церкви.

## География
Село находится в восточной части республики, в подзоне южной тайги, при реке Лузьянка на западном берегу Камского водохранилища, на расстоянии примерно 11 километров (по прямой) к востоку от города Воткинска, административного центра района. Абсолютная высота — 109 метров над уровнем моря.

### Климат
Климат характеризуется как умеренно континентальный, с продолжительной холодной многоснежной зимой и коротким относительно жарким летом. Среднегодовая температура воздуха — 1,4 °С. Средняя температура воздуха самого тёплого месяца (июля) — 17,5 °C (абсолютный максимум — 34,3 °C); самого холодного (января) — −15 °C (абсолютный минимум — −43 °C). Вегетационный период длится 160 дней. Среднегодовое количество атмосферных осадков составляет 527 мм, из которых 376 мм выпадает в период с апреля по октябрь. Снежный покров держится в течение 172 дней.

### Часовой пояс
Село Камское, как и вся Удмуртская Республика, находится в часовой зоне МСК+1. Смещение применяемого времени относительно UTC составляет +4:00.

## История
В Списке населённых мест Пермской губернии 1869 г., строчка, 5109 селение описано так: деревня Неумоина на продолжении Осинско-Воткинской дороги от границы 2-го стана Осинскаго уезда до границы с Вятской губернией, при р ч. Лузьянке, 85 дворов, проживают 246 мужчин,	255 женщин, есть часовня православная, хлебный магазин, от уездного города 155 вёрст, от становой квартиры 79 вёрст.

## Население
| 2010 | 2012 |
| ---- | ---- |
| 603  | ↘576 |

### Национальный состав
Согласно результатам переписи 2002 года, в национальной структуре населения русские составляли 89 % из 636 чел.

## Инфраструктура
Личное подсобное хозяйство с зоной сельскохозяйственного использования, индивидуальная застройка усадебного типа.
МБОУ Камская СОШ, Камский детский сад.
Базы отдыха. 

## Достопримечательности
Неумоинская часовня

## Транспорт
Село доступно автомобильным транспортом. Есть остановка общественного транспорта, в пешей доступности пристани у реки Лузьянка.